# Sarothrias morokanus
Sarothrias morokanus is een keversoort uit de familie Jacobsoniidae. De wetenschappelijke naam van de soort is voor het eerst geldig gepubliceerd in 1991 door Poggi.